# プラスキ郡 (ミズーリ州)
プラスキ郡（英: Pulaski County）は、アメリカ合衆国ミズーリ州の中央部南に位置する郡である。2010年国勢調査での人口は52,274人であり、2000年の41,165人から27.0％増加した。郡庁所在地はウェインズビル市（人口4,830人）であり、同郡で人口最大の都市でもある。プラスキ郡は1833年1月19日に設立され、郡名はアメリカ独立戦争で戦って戦死したカジミエシュ・プワスキに因んで名付けられた。
郡内にはアメリカ陸軍の基地フォート・レナード・ウッドがある。

## 歴史
プラスキ郡となった地域に元々住んでいたのは、クアポー族、ミズーリア族、オーセージ族インディアンだった。19世紀初めのルイス・クラーク探検隊の後、ケンタッキー州、テネシー州、両カロライナ州から白人開拓者が地域に入ってきた。初期開拓者は1818年には既に現れており、1833年ミズーリ州議会がウェインズビルの町を郡庁所在地に指定した。郡名がアメリカ独立戦争の英雄に因んだ名前をつけたのと同様、ウェインズビルもアンソニー・ウェイン将軍に因んで名付けられた。

## 地理
アメリカ合衆国国勢調査局に拠れば、郡域全面積は551.41平方マイル (1,428.1 km2)であり、このうち陸地547.02平方マイル (1,416.8 km2)、水域は4.39平方マイル (11.4 km2)で水域率は0.80％である。

### 主要高規格道路
- 州間高速道路44号線
- アメリカ国道66号線（1926年–1979年）
- ミズーリ州道7号線
- ミズーリ州道17号線
- ミズーリ州道28号線
- ミズーリ州道133号線

東西方向の主要路は州間高速道路44号線であり、これができる前はアメリカ国道66号線だった。アメリカ国道66号線は現在も景観道路として使われており、デビルズエルボウ、セントロバート、ウェインズビル、バックホーン、ヘイゼルグリーンを通っている。アメリカ国道66号線の名称は場所に拠って異なっており、「涙の道路」、「ハイウェイZ」、「オールドルート66」、「ヒストリックルート66」、「ハイウェイ17」などと呼ばれている。
南北方向の主要路は次の通りである。
- ミズーリ州道133号線、ヘイゼルグリーンの東約3 km、州間高速道路44号線145号出口から北に、リッチランド、スウェデボーグ、クロッカーを抜け、ディクソンの西約3 kmを通って郡の北に抜ける。
- ズーリ州道7号線、ロックホーンの西約5 km、州間高速道路44号線150号出口から北にリッチランドに向かい、オザーク湖方面に向かって北に抜ける
- ミズーリ州道17号線、バックホーンで州間高速道路44号線155号出口と交差し、東のウェインズビルを抜けてから北のクロッカーに向かい、イベリアに向けて北に抜ける。州間高速道路44号線より南は、フォート・レナード・ウッドの西端を回り、ラキー近くを通り、基地の南を回って郡から出て行き、ロビーでミズーリ州道32号線に合流する。
- ミズーリ州道補助T号線、ウェインズビルのミズーリ州道17号線から北にスウェデボーグに向かい、リッチランドとクロッカーのほぼ中間でミズーリ州道133号線との交差点が終端となる。
- ミズーリ州道28号線、セントロバートの東端、州間高速道路44号線163号出口から北にディクソンを抜け、郡の北に出て行く。ミズーリ州道28号線と並行する補助道路として、セントロバートの州間高速道路44号線161号出口からミズーリ州道Y号線として始まり、北のガスコネイド川橋に向かい、そこで郡が保守するケイブ道路となり、ハイウェイOとして北に転じ、ディクソンの南数マイルでミズーリ州道28号線に出会う。

アメリカ国道66号線沿いの観光地としては、ウェインズビル中心街に昔の駅馬車停車場があり、現在は博物館になっているが、酒場と宿泊所を始めており、郡内最古の現存建築物になっている。南北戦争ではウェイン砦に駐屯していた北軍の病院に使われた。ウェイン砦は戦後に廃止された。ウェインズビル中心街の昔の郡庁舎は駅馬車停車場に近い。3代目の郡庁舎は1903年6月3日に雷に打たれて破壊された。ビッグパイニー川にはデビルズエルボウに3つの橋が架かっている。1つは近代的州間高速道路44号線橋、1つはハイウェイZ（アメリカ国道66号線）の橋で、急峻な丘をフッカー切り通しを造ることで可能になった。もう1つは「涙の道路」の延長で、その歴史ある橋は階手中である。エルボウインは自転車利用者のバーであり、旧アメリカ国道66号線沿いに多くある。

### 空港
ウェインズビル地域空港フォーニー飛行場が地域の航空利用に使われている。フォート・レナード・ウッドの中にあるが、ウェインズビル市とセントロバート市の共同で運行されており、民間パイロットによるものと定期商業便を市民が利用できる。

### 隣接する郡
- ミラー郡 - 北西
- マリーズ郡 - 北東
- フェルプス郡 - 東
- テキサス郡 - 南
- ラクレード郡 - 南西
- カムデン郡 - 西

### 国立保護地域
- マーク・トウェイン国立の森（部分）

## 人口動態
以下は2000年国勢調査による人口統計データである。
| 基礎データ - 人口: 41,165人 - 世帯数: 13,433 世帯 - 家族数: 9,953 家族 - 人口密度: 29人/km2（75人/mi2） - 住居数: 15,408軒 - 住居密度: 11軒/km2（28軒/mi2） 人種別人口構成 - 白人: 78.35% - アフリカン・アメリカン: 11.99% - ネイティブ・アメリカン: 1.00% - アジア人: 2.27% - 太平洋諸島系: 0.32% - その他の人種: 2.50% - 混血: 3.57% - ヒスパニック・ラテン系: 5.84% 年齢別人口構成 - 18歳未満: 27.5% - 18-24歳: 16.6% - 25-44歳: 32.0% - 45-64歳: 15.9% - 65歳以上: 7.9% - 年齢の中央値: 28歳 - 性比（女性100人あたり男性の人口） - 総人口: 112.1 - 18歳以上: 115.4 | 世帯と家族（対世帯数） - 18歳未満の子供がいる: 42.3% - 結婚・同居している夫婦: 60.6% - 未婚・離婚・死別女性が世帯主: 9.7% - 非家族世帯: 25.9% - 単身世帯: 21.6% - 65歳以上の老人1人暮らし: 7.2% - 平均構成人数 - 世帯: 2.68人 - 家族: 3.13人 収入と家計 - 収入の中央値 - 世帯: 34,247米ドル - 家族: 37,786米ドル - 性別 - 男性: 26,553米ドル - 女性: 20,500米ドル - 人口1人あたり収入: 14,586米ドル - 貧困線以下 - 対人口: 10.3% - 対家族数: 8.0% - 18歳未満: 12.4% - 65歳以上: 12.3% |

## メディア
郡内では日刊紙1紙と、週刊紙3紙が発行されている、インターネット上の毎日更新される新聞もある。またインターネット上にはプラスキ郡ウェブとプラスキ郡インサイダーという対話サイトが2つある。
FMラジオ局KFBD-FMとAMラジオ局KJPWはプラスキ郡全体をカバーするラジオ局である。もう1つの競合局KFLWはレバノン・デイリー・レコードが所有し、週刊紙「プラスキ郡ミラー」のセントロバート事務所から放送されている。
新聞「デイリー・ガイド」、一般には「ウェインズビル・デイリー・ガイド」（元はゲイトウェイ・デイリー・ガイド」）はセントロバートを本拠とし、郡内全域で購読されている。ゲイトハウス・メディアが所有し、隣接郡で購読される他の3紙を含め中央印刷工場となっている。
週刊紙フォート・レナード・ガイドンの内容はフォート・レナード・ウッドの陸軍広報部の後援で制作されており、印刷は同紙に広告を制作し販売しているガネット所有の新聞「スプリングフィールド・ニューズ・リーダー」との契約で行われている。
週刊紙「プラスキ郡ミラー」はレバノン・デイリー・レコードが所有している。この新聞は「リッチランド・ミラー」と「プラスキ郡デモクラット」が合併したものである。

## 教育
郡内にフォート・レナード・ウッドがあり、軍関係の者は高い比率で周辺のセントロバートやウェインズビルに住んでいるが、さらに遠いリッチランド、クロッカー、ディクソンの各市、ラキー、スウェデボーグ、デビルズエルボウなど未編入の町にも住んでおり、それらの地域では住宅費が安い。基地の南端にある訓練施設任務となった軍関係者はビッグパイニーなど未編入の町や、テキサス郡北部のプラトーやロビーを住所に選んでいる。
7つの教育学区がその全体あるいは一部が郡内にあり、他にも隣接郡にあって幾らかプラスキ郡に入る教育学区が2つある。7つの教育学区は全てフォート・レナード・ウッド軍関係者の比率が高く、ウェインズビルの場合は3分の2以上がこの範疇に入る。
ウェインズビルとセントロバート各市、およびフォート・レナード・ウッドとデビルズエルボウ東の周辺田園部は、ウェインズビルR-VI教育学区となっており、郡内最大である。
リッチランド、クロッカー、ディクソン各市およびそれぞれの周辺田園部はリッチランドR-IV教育学区、クロッカーR-II教育学区、ディクソンR-I教育学区となっている。リッチランドとディクソンの教育学区は隣接郡にも及んでいる。
未編入のラキーとスウェデボーグはラキーR-V教育学区とスウェデボーグR-III教育学区である。スウェデボーグ教育学区は郡内唯一幼稚園生から8年生までの学区であり、高校生はリッチランド高校に通う。クロッカー高校やウェインズビル高校に通う者もいる。
フォート・レナード・ウッドの南、未編入のビッグパイニーやパレスは、テキサス郡プラトー村に本部があるプラトーR-V教育学区である。

## 都市と町
| - ウェインズビル - 郡庁所在地 - ビッグパイニー - クロッカー - デビルズエルボウ - ディクソン - ガスコザーク | - フッカー - ラキー - リッチランド - セントロバート - スウェデボーグ |  |

## 政治

### 地方
プラスキ郡の地方レベルでは民主党が伝統的に政治を支配していたが、2002年の郡の選挙で共和党候補者が大量に選ばれるようになり、それ以降増加傾向にある。これは軍関係者がこの地域で引退し、その支持政党を変更するようになったことが影響している。
2002年、共和党員のダイアナ・リネンブリンガー、デニス・ソーンズベリー、バーバラ・シャックルフォードが民主党員を破って郡事務官、西部地区郡政委員、郡財務官に当選した。
この傾向は2004年にも続き、東部地区郡政委員、郡測量官、郡公共管理官が共和党員に替わった。州下院議員も民主党員から共和党員に替わった。
2006年、現職郡政委員長トニー・クリムゾンが所属党を変更したが、共和党予備選挙で敗北した。同年郡税徴収官も現職民主党員が任期満了となり、共和党員に替わった。
2008年、民主党は全国的に勝利したがプラスキ郡ではほとんど影響せず、測量官が民主党に戻った程度だった。
2009年、財務官のバーバラ・トーマスが辞任し、郡政委員長ビル・ランスドールは州知事ジェイ・ニクソンから州税務委員に指名され、これを受け入れたことで辞任した。ニクソンは2人の民主党員を空いた役職に指名した。
2010年、共和党が郡役人14人のうち5人を除いて占有し、郡の政治をコントロールしている。

#### 2008年大統領予備選挙
2008年の大統領予備選挙で、プラスキ郡は二大政党の候補者をどちらも州全体と全国で二位に終わった者を選んだ。民主党の予備選挙ではヒラリー・クリントンが1位となり、共和党予備選挙では元アーカンソー州知事のマイク・ハッカビーが1位になった。